# Seca na Região Nordeste do Brasil na década de 2010
A seca na Região Nordeste do Brasil na década de 2010 é um evento climático ocorrido no Brasil que ocorrido ao longo da referida década. Caracteriza-se por chuvas irregulares e pouco expressivas registradas em praticamente toda Região Nordeste e com grau mais severo na Bahia, Pernambuco, Paraíba, Ceará, Rio Grande do Norte e Alagoas, iniciando-se em 2012 e persistindo ano após ano ao longo da década.
O principal fator responsável pela diminuição das precipitações é a posição da Zona de Convergência Intertropical (ZCIT) mais ao norte que a média de ocorrência histórica, devido às águas do Atlântico Sul não esquentarem o suficiente, além da formação do El Niño entre 2009 e 2010 e, principalmente, entre 2014 e 2016. Aliado a estes fenômenos, a falta de água na região também está associada a fatores ligados à infraestrutura, como a falta de adutoras, barragens e o prolongamento por vários anos da obra de transposição do Rio São Francisco, bem como a desertificação causada por fatores humanos de uso excessivo do solo e a falta de planejamento.
Diferentemente de outros períodos de seca, esta não se limitou à áreas do Sertão nordestino, o chamado Polígono das Secas. Cidades da Zona da Mata e do Agreste da região enfrentaram ou enfrentam escassez d'água. Por esta duração e pelo total de pessoas e fatores econômicos afetados, esta seca é considerada a mais grave da história da Região, comparando-se à seca ocorrida entre 1910-1915 relatada em romance de Rachel de Queiroz.
A seca de 2012 a 2017 no semiárido foi a considerada a mais longa na história do Brasil, não tendo sido verificado desde o início da série histórica, em 1845, um outro período com seis anos consecutivos com chuvas abaixo da média e estiagem prolongada na região.

## Contexto

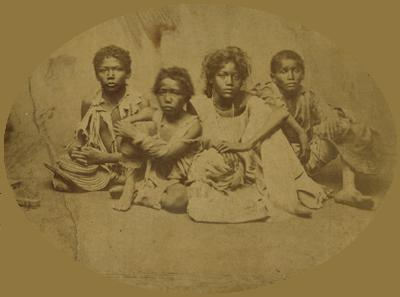
Vítimas da seca de 1877/1878, no Ceará.

A seca no Nordeste brasileiro é um fenômeno natural e comum na região. Desde que começou a ocupação portuguesa na região, passando pelo período de reinado, período imperial e até os dias atuais, são contabilizados 84 períodos de estiagem prolongada. O clima semiárido da maior parte da região caracteriza-se por um curto período de chuvas e um longo período seco. O período chuvoso na região ocorre notadamente do final do Verão para início do Outono, quando em algumas regiões chega a chover mais de 80% do esperado para o ano todo em cerca de dois ou três meses.
Por ocorrer em um curto espaço de tempo, pode acontecer de que alguns fatores climáticos não favoreçam a ocorrência de chuva durante o período que ela costuma ocorrer, fazendo com que as chuvas do restante do ano não supram as necessidades hídricas, ocorrendo então as secas.
A seca enfrentada pelo Nordeste nos anos 2010 deve-se à combinação de vários fatores climáticos, que vem ano após ano influenciando queda nos registros pluviométricos de boa parte da região, entre esses fatores incluem-se: a diminuição da temperatura da superfície do Oceano Atlântico Sul, a formação da ZCIT na costa norte do Nordeste, durante os meses de janeiro a março, ao contrário de sua localização sobre o sertão, e a ocorrência do fenômeno El Niño, que contribui fortemente para o bloqueio de massas de ar úmidas que conseguem chegar à região.
Contudo a seca não é homogênea em toda a região, algumas áreas começaram a sentir seu efeito mais tardiamente, enquanto outras apesar de senti-lo há mais tempo podem também ter apresentado anos de chuva além da média.

## Estado de emergência

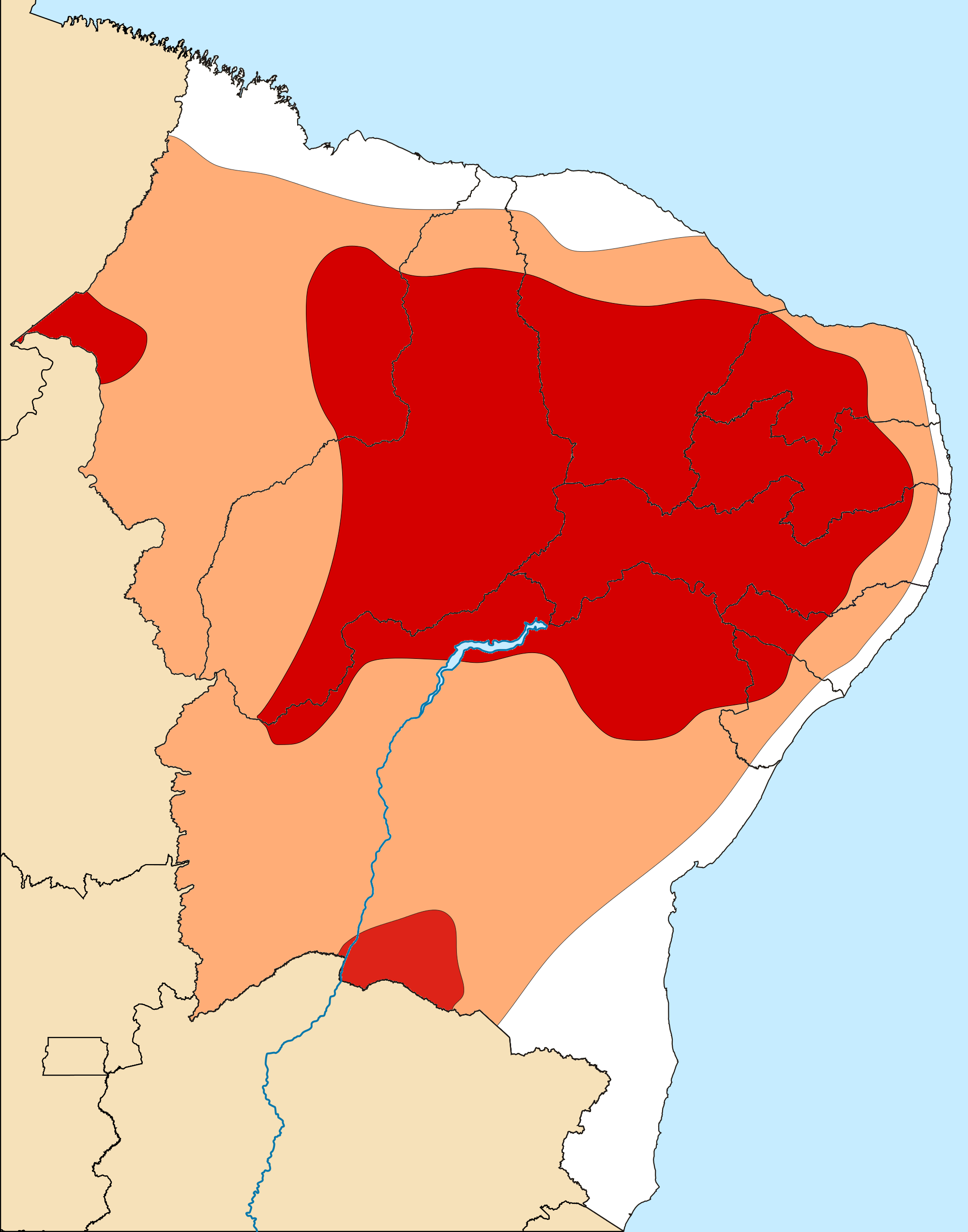
Áreas de seca no Nordeste (Out/16).
Seca extrema
Seca excepcional

Em 2013, 71% dos municípios nordestinos possuíam decreto de emergência em razão da seca, com 1.423 municípios.
Ao final de 2014, 1.255 municípios se encontravam em estado de emergência devido a seca, tendo esse número caído para 1.115 em 2015.
Quase 80% das cidades do Nordeste decretaram estado de emergência ou de calamidade em razão da seca ou por estiagem pelo menos uma vez ao longo do período.
Em 2016, 33,4 milhões de pessoas eram afetadas pela seca, número que representava mais de 15% da população brasileira e quase 60% da população nordestina.
Em quatro dos nove estados da região, o percentual de cidades com decretos foi superior a 90% nestes cinco anos. No Ceará e no Rio Grande do Norte, o índice atingiu 96% estiveram estado de emergência, enquanto que, no Piauí o índice chegou a 94% e, na Paraíba, chegou a 91%.
Em 2013, 211 dos 224 municípios do Piauí encontravam-se em estado de emergência; 202 dos 223 municípios do Paraíba; 130 dos 185 de municípios Pernambuco; 227 dos 417 municípios da Bahia; 59 dos 102 municípios de Alagoas; 161 dos 167 municípios do Rio Grande do Norte; 139 dos 853 municípios de Minas Gerais; 39 dos75 municípios de Sergipe; 177 dos 184 municípios do Ceará; 75 dos 217 municípios do Maranhão
Até o estado do Maranhão, que por situar-se em parte mais úmida e próximo à Floresta Amazônica geralmente não sofre os efeitos da seca, sofreu com a falta de chuvas. Em agosto de 2016, 60% do território encontrava-se em situação de seca extrema, penúltimo grau na escala de seca, aponta relatório do Instituto Maranhense de Estudos Socioeconômicos.
Em 2017, 947 municípios ainda estavam estado de emergência, dos quais 224 na Bahia, 197 na Paraíba, 153 no Rio Grande do Norte, 94 no Ceará e 71 em Alagoas e Pernambuco, e 65 em Minas Gerais.
Os estados de Minas Gerais (cuja parte norte se localiza no Semiárido brasileiro), Goiás e o Distrito Federal estão ou estiveram em parte sob efeito da seca.
Brasília, a capital federal, conheceu em 2016 o seu primeiro racionamento de água, desde sua fundação em 1961.

## Ações de combate
A curto prazo, a construção de cisternas e perfuração de poços artesianos tem sido a ação que mais tem demonstrada efetividade contra os efeitos da seca, a utilização de carros-pipa para levar água para zonas rurais e mesmo para cidades tem sido outra ação comum tomada pelos estados e governo federal para combater a seca, porém, com a maioria dos açudes vindo a apresentar exaustão completa, o transporte de água por carros-pipa tem ficado mais difícil, uma vez que açudes onde possam captar água possam ficar a mais de 100 quilômetros de distância. Um total de sete mil carros-pipa estavam contratados para transportar água no Nordeste em dezembro de 2016.

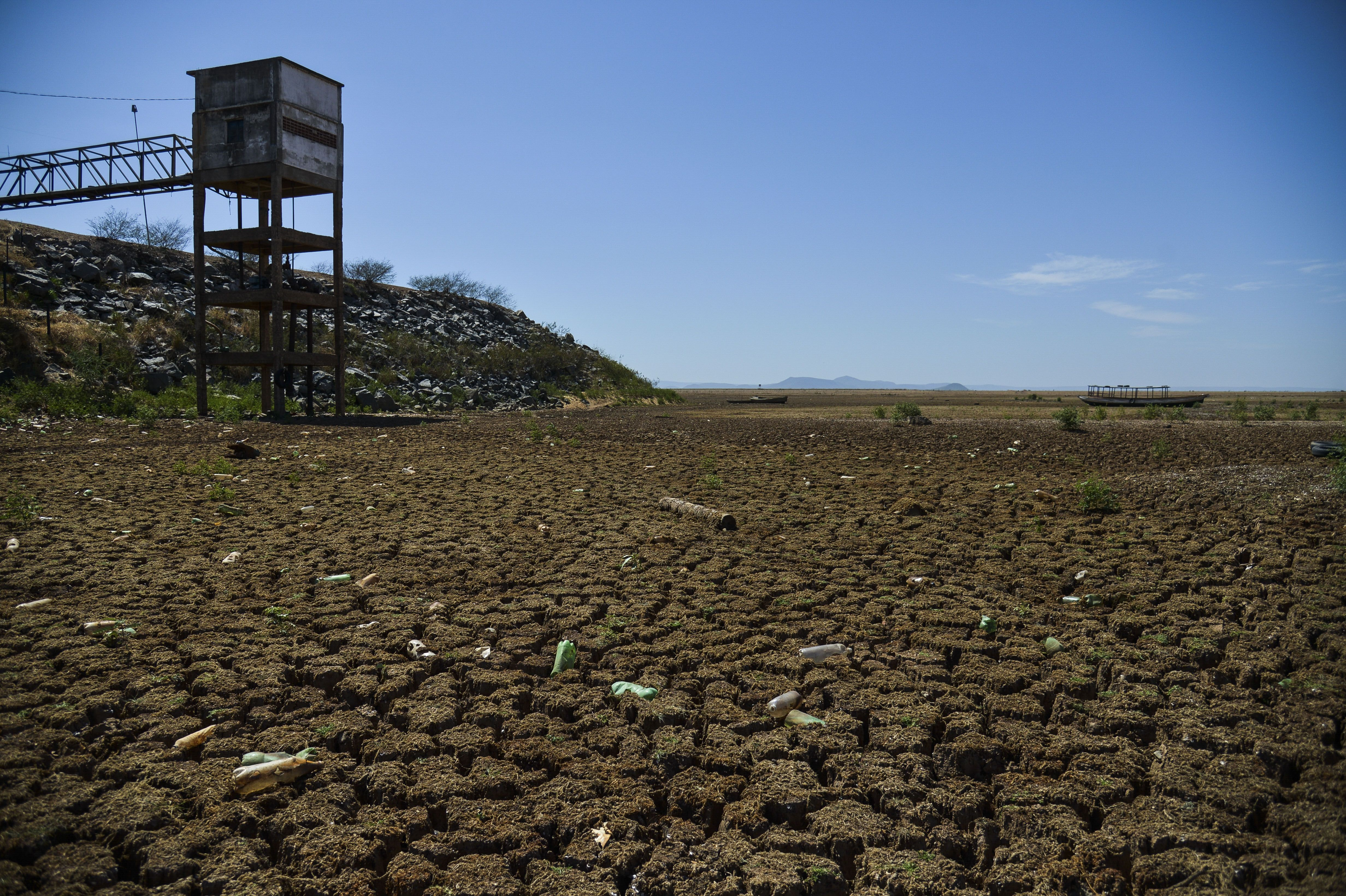
Reservatório de Sobradinho, em dezembro de 2015.

Projetos de transferência de renda, como o Bolsa Família e o seguro safra ajudaram a atenuar os problemas de falta de renda para os que ficaram sem trabalho devido à falta de chuva. O governo federal também liberou, por diversas vezes, dinheiro para ações no combate à seca.
Em 2012, o Governo Federal estimou gastos no combate à seca no valor de R$ 4,5 bilhões. Em 2013, os os gastos subiram para R$ 7,8 bilhões, incluindo as linhas especiais de crédito para os produtores que perderam os seus rebanhos e sua produção agrícola, no montante total de R$ 3,1 bilhões.
O Bolsa Estiagem beneficiou 1.294.652 pessoas, de acordo com os dados do Ministério da Integração Nacional. O benefício foi instituído pela lei 10.954/2004, sendo concedido a famílias com renda mensal média de até dois salários mínimos, com a transferência de R$ 400,00 por família, pagos em até cinco parcelas de R$ 80,00, depositado juntamente com o beneficio do Programa Bolsa Família. Em 2012, o governo federal gastou R$ 395 milhões com a Bolsa Estiagem e, em 2013, R$ 962 milhões.
O garantia safra do Programa Nacional de Fortalecimento da Agricultura Familiar (Pronaf), foi responsável por liberar R$ 506 milhões em 2012 e R$ 1,3 bilhão em 2013.
Para o combate as mortes dos animais criados pelos produtores das regiões atingidas pela seca, o Governo Federal vendeu milho a preço subsidiado, atendendo 205.209 pequenos produtores, a um custo R$ 225 milhões em 2012 e R$ 581 milhões em 2013.
O governo federal contratou 6.142 carros pipas para atender 831 municípios, ao custo de R$ 402 milhões em 2012 e R$ 726 milhões em 2013. 
Grandes obras como o Eixão das Águas, no Ceará, e a Adutora do Agreste, em Alagoas, foram construídas visando o abastecimento de importantes cidades, outras adutoras foram e estão a ser construídas por toda a região. Grande obras de açudes também merecem destaque no enfrentamento à seca, a maior delas é a Barragem de Oiticica, no sertão do Rio Grande do Norte.
Em dezembro de 2016, o governo do Estado de São Paulo anunciou o empréstimo de bombas para o combate à seca na região. As bombas foram utilizadas durante a seca que o estado de São Paulo presenciou entre 2014 e 2016, quando em uma etapa mais crítica, parte Grande São Paulo utilizou água do volume morto do Sistema Cantareira para suprir suas necessidades hídricas. As bombas seriam encaminhadas para Pernambuco e Paraíba.

### Transposição do Rio São Francisco

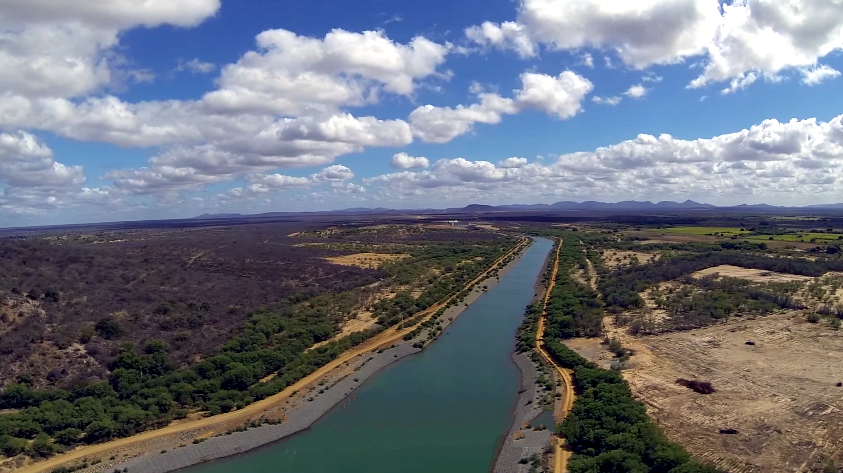
Canal do Eixo Norte da transposição em Cabrobó, Pernambuco.

Tido como única saída viável a curto e médio prazo para o desastre da seca no Nordeste, a transposição de parte das águas do Rio São Francisco, iniciadas em julho de 2007, estava previsto para ser inaugurada em 2010. Suas águas iriam servir para o consumo de 12 milhões de pessoas de Pernambuco, Paraíba, Rio Grande do Norte e Ceará. As obras do Eixo Leste foram iniciadas pelo Exército Brasileiro. O Consórcio Águas do São Francisco, composto pelas empresas Carioca, S.A. Paulista e Serveng foram responsáveis pelas obras do Lote 1 do Eixo Norte e a Camargo Corrêa das obras do Lote 9 do Eixo Norte.
Os trechos sob a responsabilidade do Exército eram os únicos prontos em dezembro de 2013, um ano depois da data de compleição estimada no início do projeto, em 2007. Quatro cidades — Salgueiro e Cabrobó, em Pernambuco, Jati, no Ceará, e São José de Piranhas, na Paraíba — trabalhavam 24 horas em seus canais, mas no geral o ritmo era lento, e alguns municípios ainda contratavam operários para as obras. Alguns dos canais concluídos apresentam rachaduras e outros problemas de conservação e precisaram ser refeitos. O prazo fora inicialmente prorrogado para 2012, depois para 2015, 2016, e por último está prometido sua entrega à população no ano de 2017.

### Eixo leste
No dia 8 de março de 2017, as águas da Transposição atravessavam a divisa entre Pernambuco e a Paraíba, na cidade de Monteiro. Depois de Monteiro, a água seguiu pelo rio Paraíba, passando pelos açudes de Poções, Camalaú, Epitácio Pessoa (conhecido como Boqueirão), o Canal Acauã-Araçagi, até um perímetro irrigado na cidade de Sapé. Em 18 de abril de 2017, as águas chegaram ao açude de Boqueirão, evitando o colapso hídrico da região.
O fim do racionamento na cidade de Campina Grande ocorreu no dia 25 de agosto de 2017, quando o açude atingiu o nível de 8,2%. O episódio foi marcado pelo questionamento quanto à segurança hídrica, mas foi liberado após decisão do Tribunal de Justiça da Paraíba.

### Eixo norte
As comportas liberando as águas do Reservatório de Jati para o Cinturão das Águas foram abertas em 20 de agosto de 2020.
De Jati, percorre o Cinturão das Águas, num trecho de 53 km, até o riacho Seco, em Missão Velha, fluindo pelo rio Salgado e rio Jaguaribe, até alcançar o açude Castanhão, passando no caminho pelos municípios de Icó, Aurora, Lavras da Mangabeira, Jaguaribe e Jaguaribara.
Em 1º de março de 2021, foram abertas as comportas do Km 53 do Cinturão das Águas em Missão Velha (CE).
Em 10 de março de 2021, as águas do rio São Francisco chegaram ao açude Castanhão.
Em 25 de janeiro de 2022, as águas da transposição do rio São Francisco chegaram à Barragem Engenheiro Ávidos, em Cajazeiras, na Paraíba. Posteriormente, a água passou pelo reservatório São Gonçalo, em Sousa (PB) e se misturou com o rio Piranhas-Açu, entre os municípios de Pombal (PB) e São Bento (PB).
Em 9 de fevereiro de 2022, ocorreu a chegada das águas a Jardim de Piranhas (RN), na região do Seridó.

## Impactos

### Prejuízo econômico

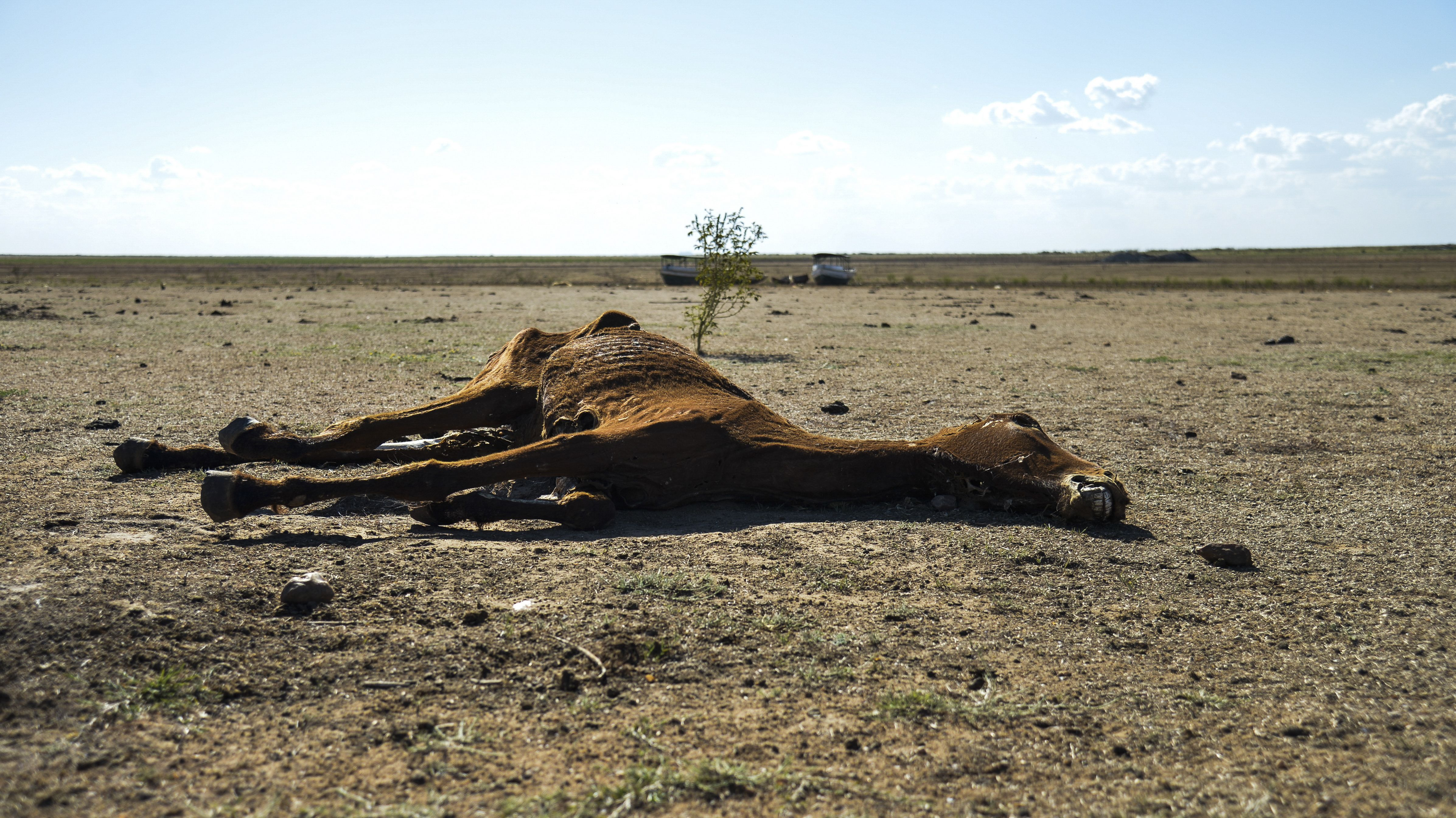
Animal morto em meio à seca, Remanso-BA.

Estudos da Confederação Nacional dos Municípios feitos a partir de dados do Sistema Integrado de Informações sobre Desastres estimam prejuízo de pelo menos 103,5 bilhões de reais à economia da região entre 2013 e 2015 O valor corresponde à soma do PIB de Alagoas, Sergipe e Piauí em 2013.
A agricultura teve um prejuízo R$ 74,5 bilhões, no período. Na pecuária, foram R$ 20,4 bilhões de prejuízo, com redução do rebanho bovino (um dos principais da região) em mais de 6 milhões de cabeças. Somente no ano de 2012, a contagem do rebanho bovino da região diminuiu 4 milhões de cabeças, sendo Paraíba e Pernambuco, os estados com maiores perdas — 28% e 24%, respectivamente.
Entre 2015 e 2017, estudos da Confederação Nacional dos Municípios feitos a partir de dados do Sistema Integrado de Informações sobre Desastre estimaram em 55,348 bilhões de reais os prejuízos à economia da Região Nordeste provocados pela seca. No mesmo período, Minas Gerais teve um prejuízo de mais de 12 bilhões de reais em razão da seca.
A agricultura da região Nordeste teve um prejuízo de 97,7 bilhões de reais entre 2012 e o primeiro semestre de 2017 em razão da seca. A indústria nordestina também teve um prejuízo de cerca de 2,4 bilhões de reais entre 2012 e o primeiro semestre de 2017. A pecuária teve prejuízo de R$ 28,2 bilhões. No período, o prejuízo econômico total foi de R$ 147,2 bilhões.
Considerando-se a variação acumulada no período de 2011 a 2017, 1.305 municípios apresentaram variação negativa do valor da produção agrícola, dos quais 88 com perdas superiores a 90%.
Diversos produtos agrícolas apresentaram queda de produção no Semiárido no período comoː o milho (queda de -9,18% de 2017 em relação a 2011), o feijão (queda de -44,25% de 2017 em relação a 2011), a mandioca (queda de -44,25% de 2017 em relação a 2011), algodão herbáceo (queda de -40,78% de 2017 em relação a 2011), cana-de-açúcar (queda de -48,56% de 2017 em relação a 2011), coco-da-baía (queda de -21,10% de 2017 em relação a 2011), arroz (queda de -66,78% de 2017 em relação a 2011), banana (queda de -17,12% de 2017 em relação a 2011) e castanha de caju (queda de -43,33% de 2017 em relação a 2011).

### Volume dos reservatórios

#### Ceará
Em julho de 2016, as águas do Açude de Orós  (CE)  passaram a ser transferidas para o Açude Castanhão, maior açude do Ceará e responsável pelo abastecimento na Região Metropolitana de Fortaleza, quando este acumulava 8,33% de capacidade. Em agosto de 2016, o açude de Orós acumulava 32,4% de capacidade. Em 20 de fevereiro de 2019, o açude de Orós atingiu seu pior nível, com 5,3% de capacidade.
Em 22 de fevereiro de 2018, o Açude Castanhão, localizado no Ceará, atingiu seu pior momento ao registrar a marca de apenas 2,08%, encontrando-se no volume morto. O açude deixou de abastecer Fortaleza devido ao baixo volume entre fevereiro e outubro de 2018.

#### Bahia
O lago da Barragem de Sobradinho (BA) atingiu seu pior nível em histórico, com 1,11% da sua capacidade, em 3 de dezembro de 2016, encontrando-se no volume morto.
Com a redução da vazão do rio São Francisco na barragem de Sobradinho para 700m³/s, moradores ribeirinhos em Piaçabuçu (AL) enfrentaram o avanço do mar sobre as águas do rio São Francisco, afetando a qualidade da água para o consumo.

#### Paraíba
Em fevereiro de 2017, mais da metade dos açudes da Paraíba tinha um volume menor que 5% da capacidade. De 126 reservatórios monitorados pela AESA, 18 deles estavam zerados.
O açude de Boqueirão (PB), que abastece Campina Grande e outras 18 cidades do Agreste registrava a marca de apenas 2,9% em 18 de abril de 2017, quando passou a receber as águas da Transposição do rio São Francisco.

#### Rio Grande do Norte
Em abril de 2017, o açude Gargalheiras apresentava apenas 0,3% de capacidade.
Dos 47 açudes ou barragens monitorados pelo Igarn, que possuem capacidade superior a 5 milhões de metros cúbicos de água, 16 estavam totalmente secos (34,04%) e outros 19 em volume morto (40,42%) em janeiro de 2018. Em 3 de janeiro de 2018 a Barragem Armando Ribeiro Gonçalves, maior reservatório potiguar e segundo maior do Nordeste, atingiu 11,74% da capacidade. Na mesma data, a Barragem de Santa Cruz marcava 14,57%. de capacidade e a de Umari marcava 14,1%.

### Cidades afetadas
Entre os grandes centros urbanos afetados destacam-se:
- As cidades da Região Metropolitana de Fortaleza, incluindo a capital cearense (4 milhões de habitantes);[59]
- Algumas cidades da Região Metropolitana do Recife (2 milhões de afetados), que enfrentou racionamento de março[60] a maio de 2014[61] e novamente entre dezembro de 2014 a 2016;[62]
- Campina Grande e região metropolitana, na Paraíba, (650 mil habitantes) — a região enfrentou racionamento de dezembro de 2014 a agosto de 2017;[63][64]
- Caruaru, Pernambuco, (350 mil habitantes), e maior parte do Agreste de Pernambuco, enfrentam racionamento desde 2012.[65][66][67]
- Garanhuns, Pernambuco (147 mil habitantes) enfrentou racionamento de fevereiro a julho de 2017 [68][69]
- Natal enfrentou racionamento de água a partir de fevereiro de 2017, atingindo cerca 70% dos 350 mil habitantes da Zona Norte da cidade, a região mais populosa da capital[70]